# Estrilda
Estrilda är ett fågelsläkte i familjen astrilder inom ordningen tättingar med elva arter som i naturligt tillstånd förekommer i Afrika söder om Sahara samt på södra Arabiska halvön:
- Nunneastrild (E. nonnula)
- Kivuastrild (E. kandti)
- Svarthättad astrild (E. atricapilla)
- Orangekindad astrild (E. melpoda)
- Nigerastrild (E. poliopareia)
- Sumpastrild (E. paludicola)
- Svartmaskad astrild (E. nigriloris)
- Helenaastrild (E. astrild)
- Svartgumpad astrild (E. troglodytes)
- Jemenastrild (E. rufibarba)
- Rödgumpad astrild (E. rhodopyga)

Ytterligare fem arter inkluderades tidigare i Estrilda, men förs numera till andra släkten efter genetiska studier:
- Släkte Brunhilda
  - Snårastrild (B. erythronotos)
  - Törnastrild (B charmosyna)
- Släkte Glaucestrilda
  - Lavendelastrild (G. caerulescens)
  - Svartstjärtad astrild (G. perreini)
  - Mopaneastrild (G. thomensis)